# Synagoga w Bukowsku
Synagoga w Bukowsku – pierwsza wzmianka o drewnianej synagodze w Bukowsku pochodzi z roku 1745, bożnica została zbudowana w górnej części rynku. Do roku 1790 gmina wyznaniowa znajdowała się w Rymanowie. Rabinem w Bukowsku w roku 1870 był Szlomo Halberstam, późniejszy rabin w Oświęcimiu i Nowym Wiśniczu, od roku 1893 był również cadykiem w Bobowej. Synagoga została pierwszy raz zdewastowana podczas pogromu ukraińskiego 12 września 1939, następnie dzieła zniszczenia całego miasta i świątyni dokonała UPA podczas trzech napadów w marcu, kwietniu i listopadzie 1946.